# 宝積院 (鴻巣市)
宝積院（ほうしゃくいん）は、埼玉県鴻巣市にある真言宗智山派の寺院。

## 歴史
創建年代は不明であるが、1579年（天正7年）に盛照によって中興されたことから、その頃までには既に存在していたものと推測される。
当院には、本堂の他に薬師堂がある。これは1600年（慶長5年）に石川治部左衛門が中興の盛照とともに創建したものである。中にある薬師如来像は忍城の城主成田氏長の家臣の石川隼人の守護仏であり、忍城の戦いの後に当院に奉納された。そして子孫の治部左衛門によって、この像を安置する薬師堂が建てられたのである。

## 文化財
- 薬師三尊像（鴻巣市指定有形文化財 昭和34年1月16日指定）[3]

## 交通アクセス
- 吹上駅より徒歩16分。